# Йовайша, Сергей Пранович
Сергеюс Йовайша (в СССР — Сергей Пранович Йовайша; лит. Sergejus Jovaiša; 17 декабря 1954, Аникщяй, Литовская ССР) — советский и литовский баскетболист, чемпион мира и двукратный чемпион Европы. Рост — 194 см. Защитник, левша. Заслуженный мастер спорта СССР (1982). Политический и общественный деятель, член Сейма Литовской Республики.
Окончил Каунасский политехнический институт и Литовский институт физкультуры.

## Карьера
Большую часть игровой карьеры выступал за «Жальгирис» (Каунас) (1973-89). В 1989-95 играл за ССВ «Хаген»/БГ «Хаген» (Германия).

## Спортивные достижения
- Бронзовый призёр ОИ-80, ОИ-92
- Чемпион мира 1982. Серебряный призёр ЧМ 1978
- Чемпион Европы 1981, 1985. Серебряный призёр ЧЕ-87, бронзовый призёр ЧЕ-83
- Чемпион СССР 1985-87. Серебряный призёр чемпионата СССР 1980, бронзовый призёр 1978
- Серебряный призёр Универсиады 1977

## Жизнь после карьеры
В конце 1990-х вёл баскетбольную программу на литовском телевидении.
Работал помощником мэра города Аникщяй по вопросам культуры, спорта и туризма. С 2012 года — депутат Сейма Литовской Республики от партии консерваторов «Союз Отечества» — Христианские демократы.
В 2008 году снялся в эпизодической роли в фильме «Когда я был партизаном».

## Семья
Супруга Нельда. Дети от первого брака: Лаура (род. 1977), Агне (род. 1987) и Пранас (род. 1993). Дети от второго брака: Урте (род. 1999), Юсте (род. 2000).